# Thác Thăng Thiên
Thác Thăng Thiên là thác nước trên suối Thiên ở vùng đất xã Mông Hóa thành phố Hòa Bình tỉnh Hòa Bình, Việt Nam.
Khu vực thác Thăng Thiên hiện đã được đầu tư xây dựng thành Khu du lịch Thác Thăng Thiên.

Về hành chính trước điều chỉnh hành chính năm 2020 vùng thác thuộc về xã Dân Hòa huyện Kỳ Sơn cũ, nên nhiều văn liệu giới thiệu theo địa chỉ này.

## Vị trí
Thác Thăng Thiên ở sườn nam núi Viên Nam, cách thành phố Hòa Bình cỡ 20 km hướng đông bắc theo Quốc lộ 6, và cách Hà Nội cỡ 50 km hướng tây.
Từ Hà Nội đi theo Quốc lộ 6 qua Dốc Kẽm cỡ 1,5 km thì đến điểm tập kết ở Xóm Đềnh để vào thác.20°55′02″B 105°26′16″Đ / 20,917251°B 105,437847°Đ
Từ điểm này đi đường liên xã về hướng bắc cỡ 1,5 km đến Khu du lịch, và lên thác thì đi cỡ 1,5 km nữa.
Thác có dạng 4 tầng thác trên suối trong một cánh rừng nguyên sinh xanh tốt.